# Карван Світлана Валентинівна
Світлана Валентинівна Карван (нар. 11 липня 1949, місто Проскурів, тепер Хмельницький Хмельницької області) — українська радянська діячка, слюсар-складальник Хмельницького заводу трансформаторних підстанцій. Депутат Верховної Ради УРСР 11-го скликання.

## Біографія
Освіта середня.
З 1966 року — слюсар-складальник Хмельницького заводу трансформаторних підстанцій імені 50-річчя СРСР.
Член КПРС з 1977 року.
Потім — на пенсії в місті Хмельницький Хмельницької області.

## Нагороди
- ордени
- медалі